# Destiny (タイナカサチのアルバム)
「Destiny」（デスティニー）は、タイナカサチの3枚目のアルバムである。初回限定盤では5枚目のシングル「愛しい人へ」から9枚目のシングル「また明日ね」までのPVを収録したDVDが付き、またミニ写真集付スリーブケース仕様となっている。

## 収録曲
1. 運命人
  - 作詞：渡辺なつみ、作曲：山元祐介、編曲：デワ ヨシアキ
  - 10thシングル、29局ネットTV番組『メロjpでいこう!』9月度エンディングテーマ
2. さよならを言えばいいのに
  - 作詞・作曲：タイナカサチ、編曲：小山晃平
3. 誰にも言えない気持ち
  - 作詞・作曲：タイナカサチ、編曲：デワ ヨシアキ
4. 夕映えのシネマ
  - 作詞：渡辺なつみ、作曲：沼能友樹、編曲：デワ ヨシアキ
5. 守りたいもの
  - 作詞：タイナカサチ、作曲・編曲：デワ ヨシアキ
6. もう キスされちゃった
  - 作詞・作曲：広瀬香美、編曲：湯浅篤
  - 8thシングル、日本テレビ系「音楽戦士 MUSIC FIGHTER」7月 POWER PLAY
7. My HERO
  - 作詞：タイナカサチ、作曲：島崎貴光、編曲：デワ ヨシアキ
8. code
  - 作詞：松村龍二、作曲・編曲：板垣祐介
  - 9thシングル、PS2版「Fate/unlimited codes」主題歌
9. Orange
  - 作詞：永麻、作曲：山元祐介、編曲：山元祐介、山路一志
10. また明日ね
  - 作詞、作曲：タイナカサチ 編曲：皆川真人
  - 9thシングル
  - 29局ネット『プリン・ス2』10月度エンディングテーマ
  - テレビ朝日「セレクションX The Museum」エンディングテーマ

### 初回限定盤 特典DVD
1. 愛しい人へ
2. Lipstick
3. Visit of love
4. もう キスされちゃった
5. また明日ね